# ふぁんたじあ
『ふぁんたじあ』は、永野あかねによる日本の漫画。これを原作にラジオドラマが放送されドラマCD化。OVA化された。

## 概要
漫画『ふぁんたじあ』は、竹書房の漫画誌『コミックガンマ』1992年春号No.2から1996年No.31までに連載され、単行本コミックが全5巻発刊された。その後、しばらく絶版状態だったが、電子漫画配信のナンバーナイン社から新装版が2021年2月に発行され、各種電子漫画webサイトで閲覧可能になった。
1993年、ラジオ番組『熱血電波倶楽部』内にて放送された全4話のラジオドラマがドラマCD化や、約30分のOVA化などのメディアミックスがなされた。

## あらすじ
ある日、高校生・大月秋広の家に、絨毯の中に存在する幻想世界「ファンタジア」の守護者マロンが転がり込む。
マロンが引き起こす騒動に秋広が振り回される中、マロンの知人であるショートとモンブラン、さらにはファンタジアの破滅をたくらむロールまでが秋広のいる世界を訪れ、騒動は大きくなるばかりだった。

## 登場人物
マロン
この漫画のヒロインにして、幻想世界ファンタジアの護り人（もりびと 守護者）である魔法人（魔法使い）。ピンク色の髪の毛が特徴。幻想世界ファンタジアは、特殊な絨毯の中に凝縮した空間にある魔法人の世界。この絨毯を秋広が自宅に持ち帰ってしまったので、秋広一家にマロンが同居することになる。秋広の母には、魔法の力で「地方から出てきた従妹」として納得させて住み込むことになる。また、秋広の通う高校にも魔法の力で転校生だということで入り込んでくる。
大月 秋広（おおつき あきひろ）
ちょっとエッチな高校生。
田中 美幸（たなか みゆき）
秋広の同級生で、秋広が恋人にしようとしている。秋広に好意を抱いていたが、マロンに甘えられる秋広を見て愛想を尽かす。
ロール
ファンタジアから追放された魔法人エクレアの孫。ファンタジアの破滅をたくらむ。
ショート
マロンと同じファンタジアの魔法人。ファンタジアの学校のクラスメイト。黄色の髪の毛が特徴。セクシーな恰好で活発。
モンブラン
マロンと同じファンタジアの魔法人。ファンタジアの学校のクラスメイト。緑色の髪の毛が特徴。おとなし目な恰好でもの静か。

## 書誌情報
- 永野あかね『ふぁんたじあ』竹書房〈バンブー・コミックス〉、全5巻
  1. 1993年9月29日発売[1]、ISBN 978-4-88475-672-7
  2. 1994年9月14日発売[2]、ISBN 978-4-88475-757-1
  3. 1995年5月27日発売[3]、ISBN 978-4-88475-797-7
  4. 1995年11月27日発売[4]、ISBN 978-4-88475-850-9
  5. 1996年4月27日発売[5]、ISBN 978-4-8124-5042-0
- 永野あかね『ふぁんたじあ』【新装版】ナンバーナイン、デジタル配信用、全5巻
  1. 2021年2月26日発売、第1話 - 第6話、番外編一話
  2. 2021年2月26日発売、第7話 - 第12話、番外編一話
  3. 2021年2月26日発売、第13話 - 第18話、番外編一話
  4. 2021年2月26日発売、第19話 - 第24話、番外編一話
  5. 2021年2月26日発売、第25話 - 第30話(最終話)

## ラジオドラマ
1993年7月24日から同年10月16日までの4回、ラジオ関西と東海ラジオのラジオ番組『熱血電波倶楽部』とTBSラジオの番組『林原めぐみのTokyo Boogie Night』でラジオドラマが放送された。キャスト（声優）やスタッフは、下記のアニメーション製作と同じである。
- 第1話 7月24日放送「非凡なる学園生活」
- 第2話 8月14日放送「恐怖のデートは遊園地で…」
- 第3話 9月25日放送「マロン・マイ・ラブ（前編）」
- 第4話 10月16日放送「マロン・マイ・ラブ（後編）」

### ドラマCD
上記のラジオドラマの内容は、ドラマCD（音楽CD+ボイスドラマ）として下記の2枚が発売された。
主題歌を収録のCDシングルと、OVAのサウンドトラックCDアルバム といった形態である。
- CD『ふぁんたじあ マロンにおまかせ♡』（キングレコード、1993年（平成5年）8月21日発売）型番：KIDA-67

レーベル：スターチャイルドレコード
規格：8cmCDシングル
EAN 4988003145347、ASIN B00005MVBW
収録内容：
1. 誰よりもずっと…（歌：奥井雅美）
2. 誰よりもずっと…(オフ・ヴォーカル・ヴァージョン)
3. 第一話「非凡なる学園生活」（ボイスドラマ）

- CD『ふぁんたじあ マロンは今日も元気なのね』（キングレコード、1993年（平成5年）10月21日発売）型番：KICA-166

レーベル：キングレコード
EAN 4988003147747、ASIN B00005MUO3
収録内容：
1. ノーバディ・クッド・ビー
2. ふぁんたじあの護り人なの
3. 大月秋広,ふぁんたじあの扉を開く
4. 一人ぼっちだったのね
5. 神秘の呪文
6. 第二話「恐怖のデートは遊園地で…」（ボイスドラマ）
7. 絨毯の中に住む魔法人なのね
8. すべての苦難を乗越えて
9. 煩脳のおもむくままに…
10. 第三話「マロン・マイ・ラヴ(前編)」（ボイスドラマ）
11. ロール
12. クレイジー・チェイス〜しつっこいのキライなのねー!!
13. 魔法は絶対使わないのねー
14. 第四話「マロン・マイ・ラヴ(後編)」（ボイスドラマ）
15. 美幸は赤ずきんチャンなのね?
16. 誰にも言えないこと
17. やっぱりアキヒロって優しいのね
18. マロン,チョコが好きなのね?
19. 誰よりもずっと…（歌：奥井雅美）

収録時間合計： 69 分

## アニメーション
原作と同じ名でOVA化。1993年（平成5年）11月26日にキングレコードより発売されている。全1話。VHSのジャケットイラストは永野あかねが描き下ろし。

### キャスト
出典：
- マロン - 弥生みつき
- 大月秋広 - 古本新之輔
- 田中美幸 - 兵藤まこ
- ロール - 難波圭一
- ショート - 井上喜久子
- モンブラン - 大坪純子
- 母 - 沢田敏子
- その他の声優 - 速水圭、後藤敦、石桃子、ケンジン

### スタッフ
出典：
- 監督・演出・絵コンテ - 神谷純
- 製作 - 重松英俊（ キングレコード）
- プロデューサー - 古沢譲二、島名光二、石川光久
- 原作 - 永野あかね（竹書房「コミックガンマ」連載）
- 脚本 - 隅沢克之
- キャラクターデザイン・作画監督 - 黄瀬和哉
- 原画 - 浜名孝行、石井明治、小村方宏治、岡田和久、大竹逸子、後藤隆幸
- 動画作監 - 西村潤子
- 特殊効果 - 村上正博
- 美術監督 - 廣瀬義憲
- 色彩設定 - 黄瀬春美
- 撮影監督 - 杉山幸夫
- 音響監督 - 若林和弘
- スタジオ - 東京テレビセンター
- 録音製作 - オムニバスプロモーション
- 音楽 - 渡辺俊幸
- 効果 - 伊藤道廣（E&M）
- 仕上検査 - 黄瀬春美
- 制作進行 - 八木伸幸、寺川英和
- 制作担当 - 三本隆二
- 調整 - 住谷真
- 現像 - 東京現像所
- アニメーション制作 - アイジータツノコ（現：プロダクション・アイジー）

### 主題歌
- 「誰よりもずっと…」[7]
  - 作詞 - 有森聡美 / 作曲・編曲 - 渡辺俊幸 / 歌 - 奥井雅美
  - CD『ふぁんたじあ マロンにおまかせ♡』に収録。

## 映像ソフト
- 『ふぁんたじあ』（キングレコード、1993年（平成5年）11月26日発売）

収録内容：全1話、収録時間：30分
VHS版、型番：KIVA-175、EAN 4988003916527、ASIN B000064KWR
LD 版、型番：KILA-77、EAN 4988003916534、ASIN B00005KYLX